# Clinohelea pseudonubifera
Clinohelea pseudonubifera är en tvåvingeart som beskrevs av Eileen D. Grogan och Wirth 1975. Clinohelea pseudonubifera ingår i släktet Clinohelea och familjen svidknott. Inga underarter finns listade i Catalogue of Life.